# 기번스-호킹-요크 항
일반 상대성 이론에서 기번스-호킹-요크 항(영어: Gibbons–Hawking–York term)은 경계가 있는 시공간 위에서 일반 상대성 이론을 정의할 때, 아인슈타인-힐베르트 작용에 추가해야 하는 항이다. 적분 영역에 경계가 존재하지 않을 경우 아인슈타인-힐베르트 작용은 그대로 아인슈타인 방정식을 유도하지만 경계가 있을 경우 이 추가 항이 없으면 방정식을 완전히 유도할 수 없기 때문이다.

## 정의
경계 {\displaystyle \partial M}을 갖는 d차원 시공간 {\displaystyle (M,g)} 위의 일반 상대성 이론의 작용은 다음과 같다.
{\displaystyle S=-{\frac {1}{16\pi G}}\int _{M}d^{d}x\,{\sqrt {|\det g|}}(R-2\Lambda )-{\frac {1}{8\pi G}}\int _{\partial M}d^{d-1}x\,{\sqrt {|\det h|}}\Theta }
여기서 {\displaystyle \Theta }는 제2 기본 형식의 대각합이다.
{\displaystyle \Theta =-g^{\mu \nu }\left(\nabla _{\mu }n^{\nu }\right)}
여기서 마지막 항을 기번스-호킹-요크 항이라고 한다.

## 응용
기번스-호킹-요크 항은 점근적으로 반 더 시터르 공간인 시공간의 에너지를 계산하는 데 쓰인다. 이 경우, 시공간의 에너지는 기번스-호킹-요크 항에 의한, 경계의 에너지-운동량 텐서로 나타난다. 이는 AdS/CFT 대응성의 기반이 된다.

## 참고 문헌
- Gibbons, G. W.; Steven Hawking (1977년 5월 15일). “Action integrals and partition functions in quantum gravity”. 《Physical Review D》 (영어) 15 (10): 2752–2756. doi:10.1103/PhysRevD.15.2752.